# Црква Светог Саве у Џексону
Црква Светог Саве у Џексону је најстарија српска православна црква у Сједињеним Државама. Саграђена је 1894. године, а припада епархији западноамеричкој. Округ Амадор имао је велики број Срба крајем 1800-их година, због златне грознице у Калифорнији. Срби су 1886/87 основали црквену заједницу у Амадору и били су одговорни за куповину земљишта и изградњу цркве. Зидана је као типична православна црква, а касније је њен изглед промењен.
У Национални регистар историјских места Сједињених Држава црква је уписана 6. марта 1986. године.
Срби у Џексону организују сваке године и летњи дечји црквени камп, који траје три недеље.

## Галерија
- Ранији изглед цркве
- Спомен-плоча о цркви, десно код улаза у порту храма и гробље
- Унутрашњост цркве
- Севастијан Дабовић је од 2007. године сахрањен у овој цркви. Мошти су пренете из Жиче у Џексон
- Улаз у зграду парохијског дома поред цркве
- Застава коју је кнез Никола Петровић послао Џексонским Србима (налази се у парохијском дому поред цркве)
- Владика Максим испред цркве, 2013. године